# Harley-Davidson MX 250
De Harley-Davidson MX 250 was een crossmotor die het Amerikaanse merk Harley-Davidson in 1978 op de markt bracht. De machines werden echter geproduceerd in de voormalige Aermacchi-fabriek in Varese die eigendom van Harley-Davidson was.

## Voorgeschiedenis
Harley-Davidson had in 1960 een belang van 50% genomen in Aermacchi. Dat had voor beide merken voordelen: Harley-Davidson kon haar modellenaanbod uitbreiden met lichtere motorfietsen, terwijl Aermacchi haar afzetmarkt uitbreidde tot de Verenigde Staten. Terreinmotoren hadden een groot aandeel in de productie van Aermacchi Harley-Davidson voor de Amerikaanse markt. Men maakte viertakt-offroads, maar ook dirttrackracers. Toen Harley-Davidson in 1973 Aermacchi helemaal overnam, verdwenen de viertaktmodellen uit het programma. Men ging tweetaktmotoren van 125-, 175-, 250- en 350 cc leveren, waarbij steeds een toermodel gekoppeld was aan een allroad. 

## Harley-Davidson MX 250 en RX 250
Halverwege de jaren zeventig begon de ontwikkeling van de MX 250. Al in januari 1976 werd de machine ook in de Nederlandse pers gepresenteerd, maar later bleek het slechts een prototype op basis van de Harley-Davidson SX 250 te betreffen. Er werd vooral veel geëxperimenteerd met de vering. Terwijl Aermacchi altijd trouw was gebleven aan Betor en Ceriani als leveranciers voor haar veersystemen, had het prototype een Japanse Showa telescoopvork aan de voorkant en een omgebouwde Kayaba telescoopvork als achtervering. Er werden zelfs proeven gedaan met de Fox Upside Down luchtveerelementen aan de achterkant. Ook de carburateur, bij Aermacchi zonder uitzondering van Dell'Orto, kwam nu van Mikuni. Een ander opmerkelijk aspect was de schijfrem. Die werd bij terreinmotoren nog niet vaak gebruikt, maar zeker niet in het achterwiel, zoals bij de MX 250. In het voorwiel zat een trommelrem. Pas in 1977 werd er gecrost met de machine, maar ze was nog niet te koop. Ze werd in het kader van de ontwikkeling ter beschikking gesteld aan een beperkt aantal fabrieksrijders. De machine had nu meer normale veer/demperelementen als achtervering. Voor- en achtervering werden verzorgd door Kayaba, de remmen waren van het Franse merk Laleu en de banden kwamen uit Formosa en waren van het merk Ceng Shin. De carburateur was een Dell'Orto Concentric PHBE met maar keuze een diameter van 36 of 38 mm. In 1978 kwam de MX 250 uiteindelijk op de markt, maar nog in hetzelfde jaar verkocht Harley-Davidson de Italiaanse vestiging in Varese aan Cagiva. Dat nam een groot aantal modellen van Harley-Davidson over en ook de MX 250 bleef op de markt. Intussen had men ook een Enduromotor ontwikkeld, de RX 250, die was voorzien van verlichting. Nog voor de machine in productie ging was de overeenkomst met Cagiva gesloten en Harley-Davidson, inmiddels overgenomen door American Machine and Foundry, trok de stekker uit het project. 

## Technische gegevens
| Harley-Davidson        | MX 250                                                      |
| ---------------------- | ----------------------------------------------------------- |
| Periode                | 1978                                                        |
| Categorie              | crossmotor                                                  |
| Motortype              | tweetakt                                                    |
| Bouwwijze              | zuigergestuurde luchtgekoelde staande eencilinder           |
| boring                 | 72 mm                                                       |
| slag                   | 59,6 mm                                                     |
| Cilinderinhoud         | 242,7 cc cc                                                 |
| Carburateur(s)         | Dell'Orto Concentric PHBE 36 of Dell'Orto Concetric PHBE 38 |
| Smeersysteem           | mengsmering                                                 |
| Compressieverhouding   | 12:1                                                        |
| Max. Vermogen          | 25,6 kW/36 pk bij 8.500 tpm                                 |
| Topsnelheid            | afhankelijk van gearing                                     |
| Primaire aandrijving   | tandwielen                                                  |
| koppeling              | meervoudige natte platenkoppeling                           |
| versnellingen          | 5                                                           |
| Secundaire aandrijving | ketting                                                     |
| Rijwielgedeelte        | dubbel wiegframe                                            |
| Voorvork               | telescoopvork                                               |
| Achtervork             | swingarm                                                    |
| Remmen                 | trommelrem voor, schijfrem achter                           |
| Tankinhoud             | 8,3 liter                                                   |
| Droog gewicht          | 102 kg                                                      |